# Перегрузка (шахматы)
Перегру́зка — шахматная ситуация, когда фигуры (фигура) не в состоянии справиться с поставленными задачами, что позволяет сопернику провести типичный тактический приём — использование перегрузки.
Советский гроссмейстер Александр Котов отмечает, что защищающейся стороне свойственен своеобразный «оптический обман», который скрывает от неё реальную возможность использования перегрузки соперником: «внешне кажется, что фигура защищает какое-либо поле или другую фигуру, на самом же деле такая защита — мнимая, на поверку оказывается фиктивной.»

## Пример
|   | a | b | c | d | e | f | g | h |   |
| - | --- | --- | --- | --- | --- | --- | --- | --- | - |
| 8 | a8 чёрная ладья · d8 чёрный ферзь · f8 чёрная ладья · g8 чёрный король · a7 чёрная пешка · b7 чёрный слон · d7 чёрная пешка · f7 чёрная пешка · g7 чёрный слон · b6 чёрная пешка · c6 чёрный конь · e6 чёрная пешка · f6 чёрный конь · g5 белый ферзь · c4 белая пешка · b3 белая пешка · g3 белая пешка · a2 белая пешка · b2 белый слон · e2 белая пешка · f2 белая пешка · g2 белый слон · h2 белая пешка · a1 белая ладья · b1 белый конь · d1 белая ладья · g1 белый король | a8 чёрная ладья · d8 чёрный ферзь · f8 чёрная ладья · g8 чёрный король · a7 чёрная пешка · b7 чёрный слон · d7 чёрная пешка · f7 чёрная пешка · g7 чёрный слон · b6 чёрная пешка · c6 чёрный конь · e6 чёрная пешка · f6 чёрный конь · g5 белый ферзь · c4 белая пешка · b3 белая пешка · g3 белая пешка · a2 белая пешка · b2 белый слон · e2 белая пешка · f2 белая пешка · g2 белый слон · h2 белая пешка · a1 белая ладья · b1 белый конь · d1 белая ладья · g1 белый король | a8 чёрная ладья · d8 чёрный ферзь · f8 чёрная ладья · g8 чёрный король · a7 чёрная пешка · b7 чёрный слон · d7 чёрная пешка · f7 чёрная пешка · g7 чёрный слон · b6 чёрная пешка · c6 чёрный конь · e6 чёрная пешка · f6 чёрный конь · g5 белый ферзь · c4 белая пешка · b3 белая пешка · g3 белая пешка · a2 белая пешка · b2 белый слон · e2 белая пешка · f2 белая пешка · g2 белый слон · h2 белая пешка · a1 белая ладья · b1 белый конь · d1 белая ладья · g1 белый король | a8 чёрная ладья · d8 чёрный ферзь · f8 чёрная ладья · g8 чёрный король · a7 чёрная пешка · b7 чёрный слон · d7 чёрная пешка · f7 чёрная пешка · g7 чёрный слон · b6 чёрная пешка · c6 чёрный конь · e6 чёрная пешка · f6 чёрный конь · g5 белый ферзь · c4 белая пешка · b3 белая пешка · g3 белая пешка · a2 белая пешка · b2 белый слон · e2 белая пешка · f2 белая пешка · g2 белый слон · h2 белая пешка · a1 белая ладья · b1 белый конь · d1 белая ладья · g1 белый король | a8 чёрная ладья · d8 чёрный ферзь · f8 чёрная ладья · g8 чёрный король · a7 чёрная пешка · b7 чёрный слон · d7 чёрная пешка · f7 чёрная пешка · g7 чёрный слон · b6 чёрная пешка · c6 чёрный конь · e6 чёрная пешка · f6 чёрный конь · g5 белый ферзь · c4 белая пешка · b3 белая пешка · g3 белая пешка · a2 белая пешка · b2 белый слон · e2 белая пешка · f2 белая пешка · g2 белый слон · h2 белая пешка · a1 белая ладья · b1 белый конь · d1 белая ладья · g1 белый король | a8 чёрная ладья · d8 чёрный ферзь · f8 чёрная ладья · g8 чёрный король · a7 чёрная пешка · b7 чёрный слон · d7 чёрная пешка · f7 чёрная пешка · g7 чёрный слон · b6 чёрная пешка · c6 чёрный конь · e6 чёрная пешка · f6 чёрный конь · g5 белый ферзь · c4 белая пешка · b3 белая пешка · g3 белая пешка · a2 белая пешка · b2 белый слон · e2 белая пешка · f2 белая пешка · g2 белый слон · h2 белая пешка · a1 белая ладья · b1 белый конь · d1 белая ладья · g1 белый король | a8 чёрная ладья · d8 чёрный ферзь · f8 чёрная ладья · g8 чёрный король · a7 чёрная пешка · b7 чёрный слон · d7 чёрная пешка · f7 чёрная пешка · g7 чёрный слон · b6 чёрная пешка · c6 чёрный конь · e6 чёрная пешка · f6 чёрный конь · g5 белый ферзь · c4 белая пешка · b3 белая пешка · g3 белая пешка · a2 белая пешка · b2 белый слон · e2 белая пешка · f2 белая пешка · g2 белый слон · h2 белая пешка · a1 белая ладья · b1 белый конь · d1 белая ладья · g1 белый король | a8 чёрная ладья · d8 чёрный ферзь · f8 чёрная ладья · g8 чёрный король · a7 чёрная пешка · b7 чёрный слон · d7 чёрная пешка · f7 чёрная пешка · g7 чёрный слон · b6 чёрная пешка · c6 чёрный конь · e6 чёрная пешка · f6 чёрный конь · g5 белый ферзь · c4 белая пешка · b3 белая пешка · g3 белая пешка · a2 белая пешка · b2 белый слон · e2 белая пешка · f2 белая пешка · g2 белый слон · h2 белая пешка · a1 белая ладья · b1 белый конь · d1 белая ладья · g1 белый король | 8 |
| 7 | a8 чёрная ладья · d8 чёрный ферзь · f8 чёрная ладья · g8 чёрный король · a7 чёрная пешка · b7 чёрный слон · d7 чёрная пешка · f7 чёрная пешка · g7 чёрный слон · b6 чёрная пешка · c6 чёрный конь · e6 чёрная пешка · f6 чёрный конь · g5 белый ферзь · c4 белая пешка · b3 белая пешка · g3 белая пешка · a2 белая пешка · b2 белый слон · e2 белая пешка · f2 белая пешка · g2 белый слон · h2 белая пешка · a1 белая ладья · b1 белый конь · d1 белая ладья · g1 белый король | a8 чёрная ладья · d8 чёрный ферзь · f8 чёрная ладья · g8 чёрный король · a7 чёрная пешка · b7 чёрный слон · d7 чёрная пешка · f7 чёрная пешка · g7 чёрный слон · b6 чёрная пешка · c6 чёрный конь · e6 чёрная пешка · f6 чёрный конь · g5 белый ферзь · c4 белая пешка · b3 белая пешка · g3 белая пешка · a2 белая пешка · b2 белый слон · e2 белая пешка · f2 белая пешка · g2 белый слон · h2 белая пешка · a1 белая ладья · b1 белый конь · d1 белая ладья · g1 белый король | a8 чёрная ладья · d8 чёрный ферзь · f8 чёрная ладья · g8 чёрный король · a7 чёрная пешка · b7 чёрный слон · d7 чёрная пешка · f7 чёрная пешка · g7 чёрный слон · b6 чёрная пешка · c6 чёрный конь · e6 чёрная пешка · f6 чёрный конь · g5 белый ферзь · c4 белая пешка · b3 белая пешка · g3 белая пешка · a2 белая пешка · b2 белый слон · e2 белая пешка · f2 белая пешка · g2 белый слон · h2 белая пешка · a1 белая ладья · b1 белый конь · d1 белая ладья · g1 белый король | a8 чёрная ладья · d8 чёрный ферзь · f8 чёрная ладья · g8 чёрный король · a7 чёрная пешка · b7 чёрный слон · d7 чёрная пешка · f7 чёрная пешка · g7 чёрный слон · b6 чёрная пешка · c6 чёрный конь · e6 чёрная пешка · f6 чёрный конь · g5 белый ферзь · c4 белая пешка · b3 белая пешка · g3 белая пешка · a2 белая пешка · b2 белый слон · e2 белая пешка · f2 белая пешка · g2 белый слон · h2 белая пешка · a1 белая ладья · b1 белый конь · d1 белая ладья · g1 белый король | a8 чёрная ладья · d8 чёрный ферзь · f8 чёрная ладья · g8 чёрный король · a7 чёрная пешка · b7 чёрный слон · d7 чёрная пешка · f7 чёрная пешка · g7 чёрный слон · b6 чёрная пешка · c6 чёрный конь · e6 чёрная пешка · f6 чёрный конь · g5 белый ферзь · c4 белая пешка · b3 белая пешка · g3 белая пешка · a2 белая пешка · b2 белый слон · e2 белая пешка · f2 белая пешка · g2 белый слон · h2 белая пешка · a1 белая ладья · b1 белый конь · d1 белая ладья · g1 белый король | a8 чёрная ладья · d8 чёрный ферзь · f8 чёрная ладья · g8 чёрный король · a7 чёрная пешка · b7 чёрный слон · d7 чёрная пешка · f7 чёрная пешка · g7 чёрный слон · b6 чёрная пешка · c6 чёрный конь · e6 чёрная пешка · f6 чёрный конь · g5 белый ферзь · c4 белая пешка · b3 белая пешка · g3 белая пешка · a2 белая пешка · b2 белый слон · e2 белая пешка · f2 белая пешка · g2 белый слон · h2 белая пешка · a1 белая ладья · b1 белый конь · d1 белая ладья · g1 белый король | a8 чёрная ладья · d8 чёрный ферзь · f8 чёрная ладья · g8 чёрный король · a7 чёрная пешка · b7 чёрный слон · d7 чёрная пешка · f7 чёрная пешка · g7 чёрный слон · b6 чёрная пешка · c6 чёрный конь · e6 чёрная пешка · f6 чёрный конь · g5 белый ферзь · c4 белая пешка · b3 белая пешка · g3 белая пешка · a2 белая пешка · b2 белый слон · e2 белая пешка · f2 белая пешка · g2 белый слон · h2 белая пешка · a1 белая ладья · b1 белый конь · d1 белая ладья · g1 белый король | a8 чёрная ладья · d8 чёрный ферзь · f8 чёрная ладья · g8 чёрный король · a7 чёрная пешка · b7 чёрный слон · d7 чёрная пешка · f7 чёрная пешка · g7 чёрный слон · b6 чёрная пешка · c6 чёрный конь · e6 чёрная пешка · f6 чёрный конь · g5 белый ферзь · c4 белая пешка · b3 белая пешка · g3 белая пешка · a2 белая пешка · b2 белый слон · e2 белая пешка · f2 белая пешка · g2 белый слон · h2 белая пешка · a1 белая ладья · b1 белый конь · d1 белая ладья · g1 белый король | 7 |
| 6 | a8 чёрная ладья · d8 чёрный ферзь · f8 чёрная ладья · g8 чёрный король · a7 чёрная пешка · b7 чёрный слон · d7 чёрная пешка · f7 чёрная пешка · g7 чёрный слон · b6 чёрная пешка · c6 чёрный конь · e6 чёрная пешка · f6 чёрный конь · g5 белый ферзь · c4 белая пешка · b3 белая пешка · g3 белая пешка · a2 белая пешка · b2 белый слон · e2 белая пешка · f2 белая пешка · g2 белый слон · h2 белая пешка · a1 белая ладья · b1 белый конь · d1 белая ладья · g1 белый король | a8 чёрная ладья · d8 чёрный ферзь · f8 чёрная ладья · g8 чёрный король · a7 чёрная пешка · b7 чёрный слон · d7 чёрная пешка · f7 чёрная пешка · g7 чёрный слон · b6 чёрная пешка · c6 чёрный конь · e6 чёрная пешка · f6 чёрный конь · g5 белый ферзь · c4 белая пешка · b3 белая пешка · g3 белая пешка · a2 белая пешка · b2 белый слон · e2 белая пешка · f2 белая пешка · g2 белый слон · h2 белая пешка · a1 белая ладья · b1 белый конь · d1 белая ладья · g1 белый король | a8 чёрная ладья · d8 чёрный ферзь · f8 чёрная ладья · g8 чёрный король · a7 чёрная пешка · b7 чёрный слон · d7 чёрная пешка · f7 чёрная пешка · g7 чёрный слон · b6 чёрная пешка · c6 чёрный конь · e6 чёрная пешка · f6 чёрный конь · g5 белый ферзь · c4 белая пешка · b3 белая пешка · g3 белая пешка · a2 белая пешка · b2 белый слон · e2 белая пешка · f2 белая пешка · g2 белый слон · h2 белая пешка · a1 белая ладья · b1 белый конь · d1 белая ладья · g1 белый король | a8 чёрная ладья · d8 чёрный ферзь · f8 чёрная ладья · g8 чёрный король · a7 чёрная пешка · b7 чёрный слон · d7 чёрная пешка · f7 чёрная пешка · g7 чёрный слон · b6 чёрная пешка · c6 чёрный конь · e6 чёрная пешка · f6 чёрный конь · g5 белый ферзь · c4 белая пешка · b3 белая пешка · g3 белая пешка · a2 белая пешка · b2 белый слон · e2 белая пешка · f2 белая пешка · g2 белый слон · h2 белая пешка · a1 белая ладья · b1 белый конь · d1 белая ладья · g1 белый король | a8 чёрная ладья · d8 чёрный ферзь · f8 чёрная ладья · g8 чёрный король · a7 чёрная пешка · b7 чёрный слон · d7 чёрная пешка · f7 чёрная пешка · g7 чёрный слон · b6 чёрная пешка · c6 чёрный конь · e6 чёрная пешка · f6 чёрный конь · g5 белый ферзь · c4 белая пешка · b3 белая пешка · g3 белая пешка · a2 белая пешка · b2 белый слон · e2 белая пешка · f2 белая пешка · g2 белый слон · h2 белая пешка · a1 белая ладья · b1 белый конь · d1 белая ладья · g1 белый король | a8 чёрная ладья · d8 чёрный ферзь · f8 чёрная ладья · g8 чёрный король · a7 чёрная пешка · b7 чёрный слон · d7 чёрная пешка · f7 чёрная пешка · g7 чёрный слон · b6 чёрная пешка · c6 чёрный конь · e6 чёрная пешка · f6 чёрный конь · g5 белый ферзь · c4 белая пешка · b3 белая пешка · g3 белая пешка · a2 белая пешка · b2 белый слон · e2 белая пешка · f2 белая пешка · g2 белый слон · h2 белая пешка · a1 белая ладья · b1 белый конь · d1 белая ладья · g1 белый король | a8 чёрная ладья · d8 чёрный ферзь · f8 чёрная ладья · g8 чёрный король · a7 чёрная пешка · b7 чёрный слон · d7 чёрная пешка · f7 чёрная пешка · g7 чёрный слон · b6 чёрная пешка · c6 чёрный конь · e6 чёрная пешка · f6 чёрный конь · g5 белый ферзь · c4 белая пешка · b3 белая пешка · g3 белая пешка · a2 белая пешка · b2 белый слон · e2 белая пешка · f2 белая пешка · g2 белый слон · h2 белая пешка · a1 белая ладья · b1 белый конь · d1 белая ладья · g1 белый король | a8 чёрная ладья · d8 чёрный ферзь · f8 чёрная ладья · g8 чёрный король · a7 чёрная пешка · b7 чёрный слон · d7 чёрная пешка · f7 чёрная пешка · g7 чёрный слон · b6 чёрная пешка · c6 чёрный конь · e6 чёрная пешка · f6 чёрный конь · g5 белый ферзь · c4 белая пешка · b3 белая пешка · g3 белая пешка · a2 белая пешка · b2 белый слон · e2 белая пешка · f2 белая пешка · g2 белый слон · h2 белая пешка · a1 белая ладья · b1 белый конь · d1 белая ладья · g1 белый король | 6 |
| 5 | a8 чёрная ладья · d8 чёрный ферзь · f8 чёрная ладья · g8 чёрный король · a7 чёрная пешка · b7 чёрный слон · d7 чёрная пешка · f7 чёрная пешка · g7 чёрный слон · b6 чёрная пешка · c6 чёрный конь · e6 чёрная пешка · f6 чёрный конь · g5 белый ферзь · c4 белая пешка · b3 белая пешка · g3 белая пешка · a2 белая пешка · b2 белый слон · e2 белая пешка · f2 белая пешка · g2 белый слон · h2 белая пешка · a1 белая ладья · b1 белый конь · d1 белая ладья · g1 белый король | a8 чёрная ладья · d8 чёрный ферзь · f8 чёрная ладья · g8 чёрный король · a7 чёрная пешка · b7 чёрный слон · d7 чёрная пешка · f7 чёрная пешка · g7 чёрный слон · b6 чёрная пешка · c6 чёрный конь · e6 чёрная пешка · f6 чёрный конь · g5 белый ферзь · c4 белая пешка · b3 белая пешка · g3 белая пешка · a2 белая пешка · b2 белый слон · e2 белая пешка · f2 белая пешка · g2 белый слон · h2 белая пешка · a1 белая ладья · b1 белый конь · d1 белая ладья · g1 белый король | a8 чёрная ладья · d8 чёрный ферзь · f8 чёрная ладья · g8 чёрный король · a7 чёрная пешка · b7 чёрный слон · d7 чёрная пешка · f7 чёрная пешка · g7 чёрный слон · b6 чёрная пешка · c6 чёрный конь · e6 чёрная пешка · f6 чёрный конь · g5 белый ферзь · c4 белая пешка · b3 белая пешка · g3 белая пешка · a2 белая пешка · b2 белый слон · e2 белая пешка · f2 белая пешка · g2 белый слон · h2 белая пешка · a1 белая ладья · b1 белый конь · d1 белая ладья · g1 белый король | a8 чёрная ладья · d8 чёрный ферзь · f8 чёрная ладья · g8 чёрный король · a7 чёрная пешка · b7 чёрный слон · d7 чёрная пешка · f7 чёрная пешка · g7 чёрный слон · b6 чёрная пешка · c6 чёрный конь · e6 чёрная пешка · f6 чёрный конь · g5 белый ферзь · c4 белая пешка · b3 белая пешка · g3 белая пешка · a2 белая пешка · b2 белый слон · e2 белая пешка · f2 белая пешка · g2 белый слон · h2 белая пешка · a1 белая ладья · b1 белый конь · d1 белая ладья · g1 белый король | a8 чёрная ладья · d8 чёрный ферзь · f8 чёрная ладья · g8 чёрный король · a7 чёрная пешка · b7 чёрный слон · d7 чёрная пешка · f7 чёрная пешка · g7 чёрный слон · b6 чёрная пешка · c6 чёрный конь · e6 чёрная пешка · f6 чёрный конь · g5 белый ферзь · c4 белая пешка · b3 белая пешка · g3 белая пешка · a2 белая пешка · b2 белый слон · e2 белая пешка · f2 белая пешка · g2 белый слон · h2 белая пешка · a1 белая ладья · b1 белый конь · d1 белая ладья · g1 белый король | a8 чёрная ладья · d8 чёрный ферзь · f8 чёрная ладья · g8 чёрный король · a7 чёрная пешка · b7 чёрный слон · d7 чёрная пешка · f7 чёрная пешка · g7 чёрный слон · b6 чёрная пешка · c6 чёрный конь · e6 чёрная пешка · f6 чёрный конь · g5 белый ферзь · c4 белая пешка · b3 белая пешка · g3 белая пешка · a2 белая пешка · b2 белый слон · e2 белая пешка · f2 белая пешка · g2 белый слон · h2 белая пешка · a1 белая ладья · b1 белый конь · d1 белая ладья · g1 белый король | a8 чёрная ладья · d8 чёрный ферзь · f8 чёрная ладья · g8 чёрный король · a7 чёрная пешка · b7 чёрный слон · d7 чёрная пешка · f7 чёрная пешка · g7 чёрный слон · b6 чёрная пешка · c6 чёрный конь · e6 чёрная пешка · f6 чёрный конь · g5 белый ферзь · c4 белая пешка · b3 белая пешка · g3 белая пешка · a2 белая пешка · b2 белый слон · e2 белая пешка · f2 белая пешка · g2 белый слон · h2 белая пешка · a1 белая ладья · b1 белый конь · d1 белая ладья · g1 белый король | a8 чёрная ладья · d8 чёрный ферзь · f8 чёрная ладья · g8 чёрный король · a7 чёрная пешка · b7 чёрный слон · d7 чёрная пешка · f7 чёрная пешка · g7 чёрный слон · b6 чёрная пешка · c6 чёрный конь · e6 чёрная пешка · f6 чёрный конь · g5 белый ферзь · c4 белая пешка · b3 белая пешка · g3 белая пешка · a2 белая пешка · b2 белый слон · e2 белая пешка · f2 белая пешка · g2 белый слон · h2 белая пешка · a1 белая ладья · b1 белый конь · d1 белая ладья · g1 белый король | 5 |
| 4 | a8 чёрная ладья · d8 чёрный ферзь · f8 чёрная ладья · g8 чёрный король · a7 чёрная пешка · b7 чёрный слон · d7 чёрная пешка · f7 чёрная пешка · g7 чёрный слон · b6 чёрная пешка · c6 чёрный конь · e6 чёрная пешка · f6 чёрный конь · g5 белый ферзь · c4 белая пешка · b3 белая пешка · g3 белая пешка · a2 белая пешка · b2 белый слон · e2 белая пешка · f2 белая пешка · g2 белый слон · h2 белая пешка · a1 белая ладья · b1 белый конь · d1 белая ладья · g1 белый король | a8 чёрная ладья · d8 чёрный ферзь · f8 чёрная ладья · g8 чёрный король · a7 чёрная пешка · b7 чёрный слон · d7 чёрная пешка · f7 чёрная пешка · g7 чёрный слон · b6 чёрная пешка · c6 чёрный конь · e6 чёрная пешка · f6 чёрный конь · g5 белый ферзь · c4 белая пешка · b3 белая пешка · g3 белая пешка · a2 белая пешка · b2 белый слон · e2 белая пешка · f2 белая пешка · g2 белый слон · h2 белая пешка · a1 белая ладья · b1 белый конь · d1 белая ладья · g1 белый король | a8 чёрная ладья · d8 чёрный ферзь · f8 чёрная ладья · g8 чёрный король · a7 чёрная пешка · b7 чёрный слон · d7 чёрная пешка · f7 чёрная пешка · g7 чёрный слон · b6 чёрная пешка · c6 чёрный конь · e6 чёрная пешка · f6 чёрный конь · g5 белый ферзь · c4 белая пешка · b3 белая пешка · g3 белая пешка · a2 белая пешка · b2 белый слон · e2 белая пешка · f2 белая пешка · g2 белый слон · h2 белая пешка · a1 белая ладья · b1 белый конь · d1 белая ладья · g1 белый король | a8 чёрная ладья · d8 чёрный ферзь · f8 чёрная ладья · g8 чёрный король · a7 чёрная пешка · b7 чёрный слон · d7 чёрная пешка · f7 чёрная пешка · g7 чёрный слон · b6 чёрная пешка · c6 чёрный конь · e6 чёрная пешка · f6 чёрный конь · g5 белый ферзь · c4 белая пешка · b3 белая пешка · g3 белая пешка · a2 белая пешка · b2 белый слон · e2 белая пешка · f2 белая пешка · g2 белый слон · h2 белая пешка · a1 белая ладья · b1 белый конь · d1 белая ладья · g1 белый король | a8 чёрная ладья · d8 чёрный ферзь · f8 чёрная ладья · g8 чёрный король · a7 чёрная пешка · b7 чёрный слон · d7 чёрная пешка · f7 чёрная пешка · g7 чёрный слон · b6 чёрная пешка · c6 чёрный конь · e6 чёрная пешка · f6 чёрный конь · g5 белый ферзь · c4 белая пешка · b3 белая пешка · g3 белая пешка · a2 белая пешка · b2 белый слон · e2 белая пешка · f2 белая пешка · g2 белый слон · h2 белая пешка · a1 белая ладья · b1 белый конь · d1 белая ладья · g1 белый король | a8 чёрная ладья · d8 чёрный ферзь · f8 чёрная ладья · g8 чёрный король · a7 чёрная пешка · b7 чёрный слон · d7 чёрная пешка · f7 чёрная пешка · g7 чёрный слон · b6 чёрная пешка · c6 чёрный конь · e6 чёрная пешка · f6 чёрный конь · g5 белый ферзь · c4 белая пешка · b3 белая пешка · g3 белая пешка · a2 белая пешка · b2 белый слон · e2 белая пешка · f2 белая пешка · g2 белый слон · h2 белая пешка · a1 белая ладья · b1 белый конь · d1 белая ладья · g1 белый король | a8 чёрная ладья · d8 чёрный ферзь · f8 чёрная ладья · g8 чёрный король · a7 чёрная пешка · b7 чёрный слон · d7 чёрная пешка · f7 чёрная пешка · g7 чёрный слон · b6 чёрная пешка · c6 чёрный конь · e6 чёрная пешка · f6 чёрный конь · g5 белый ферзь · c4 белая пешка · b3 белая пешка · g3 белая пешка · a2 белая пешка · b2 белый слон · e2 белая пешка · f2 белая пешка · g2 белый слон · h2 белая пешка · a1 белая ладья · b1 белый конь · d1 белая ладья · g1 белый король | a8 чёрная ладья · d8 чёрный ферзь · f8 чёрная ладья · g8 чёрный король · a7 чёрная пешка · b7 чёрный слон · d7 чёрная пешка · f7 чёрная пешка · g7 чёрный слон · b6 чёрная пешка · c6 чёрный конь · e6 чёрная пешка · f6 чёрный конь · g5 белый ферзь · c4 белая пешка · b3 белая пешка · g3 белая пешка · a2 белая пешка · b2 белый слон · e2 белая пешка · f2 белая пешка · g2 белый слон · h2 белая пешка · a1 белая ладья · b1 белый конь · d1 белая ладья · g1 белый король | 4 |
| 3 | a8 чёрная ладья · d8 чёрный ферзь · f8 чёрная ладья · g8 чёрный король · a7 чёрная пешка · b7 чёрный слон · d7 чёрная пешка · f7 чёрная пешка · g7 чёрный слон · b6 чёрная пешка · c6 чёрный конь · e6 чёрная пешка · f6 чёрный конь · g5 белый ферзь · c4 белая пешка · b3 белая пешка · g3 белая пешка · a2 белая пешка · b2 белый слон · e2 белая пешка · f2 белая пешка · g2 белый слон · h2 белая пешка · a1 белая ладья · b1 белый конь · d1 белая ладья · g1 белый король | a8 чёрная ладья · d8 чёрный ферзь · f8 чёрная ладья · g8 чёрный король · a7 чёрная пешка · b7 чёрный слон · d7 чёрная пешка · f7 чёрная пешка · g7 чёрный слон · b6 чёрная пешка · c6 чёрный конь · e6 чёрная пешка · f6 чёрный конь · g5 белый ферзь · c4 белая пешка · b3 белая пешка · g3 белая пешка · a2 белая пешка · b2 белый слон · e2 белая пешка · f2 белая пешка · g2 белый слон · h2 белая пешка · a1 белая ладья · b1 белый конь · d1 белая ладья · g1 белый король | a8 чёрная ладья · d8 чёрный ферзь · f8 чёрная ладья · g8 чёрный король · a7 чёрная пешка · b7 чёрный слон · d7 чёрная пешка · f7 чёрная пешка · g7 чёрный слон · b6 чёрная пешка · c6 чёрный конь · e6 чёрная пешка · f6 чёрный конь · g5 белый ферзь · c4 белая пешка · b3 белая пешка · g3 белая пешка · a2 белая пешка · b2 белый слон · e2 белая пешка · f2 белая пешка · g2 белый слон · h2 белая пешка · a1 белая ладья · b1 белый конь · d1 белая ладья · g1 белый король | a8 чёрная ладья · d8 чёрный ферзь · f8 чёрная ладья · g8 чёрный король · a7 чёрная пешка · b7 чёрный слон · d7 чёрная пешка · f7 чёрная пешка · g7 чёрный слон · b6 чёрная пешка · c6 чёрный конь · e6 чёрная пешка · f6 чёрный конь · g5 белый ферзь · c4 белая пешка · b3 белая пешка · g3 белая пешка · a2 белая пешка · b2 белый слон · e2 белая пешка · f2 белая пешка · g2 белый слон · h2 белая пешка · a1 белая ладья · b1 белый конь · d1 белая ладья · g1 белый король | a8 чёрная ладья · d8 чёрный ферзь · f8 чёрная ладья · g8 чёрный король · a7 чёрная пешка · b7 чёрный слон · d7 чёрная пешка · f7 чёрная пешка · g7 чёрный слон · b6 чёрная пешка · c6 чёрный конь · e6 чёрная пешка · f6 чёрный конь · g5 белый ферзь · c4 белая пешка · b3 белая пешка · g3 белая пешка · a2 белая пешка · b2 белый слон · e2 белая пешка · f2 белая пешка · g2 белый слон · h2 белая пешка · a1 белая ладья · b1 белый конь · d1 белая ладья · g1 белый король | a8 чёрная ладья · d8 чёрный ферзь · f8 чёрная ладья · g8 чёрный король · a7 чёрная пешка · b7 чёрный слон · d7 чёрная пешка · f7 чёрная пешка · g7 чёрный слон · b6 чёрная пешка · c6 чёрный конь · e6 чёрная пешка · f6 чёрный конь · g5 белый ферзь · c4 белая пешка · b3 белая пешка · g3 белая пешка · a2 белая пешка · b2 белый слон · e2 белая пешка · f2 белая пешка · g2 белый слон · h2 белая пешка · a1 белая ладья · b1 белый конь · d1 белая ладья · g1 белый король | a8 чёрная ладья · d8 чёрный ферзь · f8 чёрная ладья · g8 чёрный король · a7 чёрная пешка · b7 чёрный слон · d7 чёрная пешка · f7 чёрная пешка · g7 чёрный слон · b6 чёрная пешка · c6 чёрный конь · e6 чёрная пешка · f6 чёрный конь · g5 белый ферзь · c4 белая пешка · b3 белая пешка · g3 белая пешка · a2 белая пешка · b2 белый слон · e2 белая пешка · f2 белая пешка · g2 белый слон · h2 белая пешка · a1 белая ладья · b1 белый конь · d1 белая ладья · g1 белый король | a8 чёрная ладья · d8 чёрный ферзь · f8 чёрная ладья · g8 чёрный король · a7 чёрная пешка · b7 чёрный слон · d7 чёрная пешка · f7 чёрная пешка · g7 чёрный слон · b6 чёрная пешка · c6 чёрный конь · e6 чёрная пешка · f6 чёрный конь · g5 белый ферзь · c4 белая пешка · b3 белая пешка · g3 белая пешка · a2 белая пешка · b2 белый слон · e2 белая пешка · f2 белая пешка · g2 белый слон · h2 белая пешка · a1 белая ладья · b1 белый конь · d1 белая ладья · g1 белый король | 3 |
| 2 | a8 чёрная ладья · d8 чёрный ферзь · f8 чёрная ладья · g8 чёрный король · a7 чёрная пешка · b7 чёрный слон · d7 чёрная пешка · f7 чёрная пешка · g7 чёрный слон · b6 чёрная пешка · c6 чёрный конь · e6 чёрная пешка · f6 чёрный конь · g5 белый ферзь · c4 белая пешка · b3 белая пешка · g3 белая пешка · a2 белая пешка · b2 белый слон · e2 белая пешка · f2 белая пешка · g2 белый слон · h2 белая пешка · a1 белая ладья · b1 белый конь · d1 белая ладья · g1 белый король | a8 чёрная ладья · d8 чёрный ферзь · f8 чёрная ладья · g8 чёрный король · a7 чёрная пешка · b7 чёрный слон · d7 чёрная пешка · f7 чёрная пешка · g7 чёрный слон · b6 чёрная пешка · c6 чёрный конь · e6 чёрная пешка · f6 чёрный конь · g5 белый ферзь · c4 белая пешка · b3 белая пешка · g3 белая пешка · a2 белая пешка · b2 белый слон · e2 белая пешка · f2 белая пешка · g2 белый слон · h2 белая пешка · a1 белая ладья · b1 белый конь · d1 белая ладья · g1 белый король | a8 чёрная ладья · d8 чёрный ферзь · f8 чёрная ладья · g8 чёрный король · a7 чёрная пешка · b7 чёрный слон · d7 чёрная пешка · f7 чёрная пешка · g7 чёрный слон · b6 чёрная пешка · c6 чёрный конь · e6 чёрная пешка · f6 чёрный конь · g5 белый ферзь · c4 белая пешка · b3 белая пешка · g3 белая пешка · a2 белая пешка · b2 белый слон · e2 белая пешка · f2 белая пешка · g2 белый слон · h2 белая пешка · a1 белая ладья · b1 белый конь · d1 белая ладья · g1 белый король | a8 чёрная ладья · d8 чёрный ферзь · f8 чёрная ладья · g8 чёрный король · a7 чёрная пешка · b7 чёрный слон · d7 чёрная пешка · f7 чёрная пешка · g7 чёрный слон · b6 чёрная пешка · c6 чёрный конь · e6 чёрная пешка · f6 чёрный конь · g5 белый ферзь · c4 белая пешка · b3 белая пешка · g3 белая пешка · a2 белая пешка · b2 белый слон · e2 белая пешка · f2 белая пешка · g2 белый слон · h2 белая пешка · a1 белая ладья · b1 белый конь · d1 белая ладья · g1 белый король | a8 чёрная ладья · d8 чёрный ферзь · f8 чёрная ладья · g8 чёрный король · a7 чёрная пешка · b7 чёрный слон · d7 чёрная пешка · f7 чёрная пешка · g7 чёрный слон · b6 чёрная пешка · c6 чёрный конь · e6 чёрная пешка · f6 чёрный конь · g5 белый ферзь · c4 белая пешка · b3 белая пешка · g3 белая пешка · a2 белая пешка · b2 белый слон · e2 белая пешка · f2 белая пешка · g2 белый слон · h2 белая пешка · a1 белая ладья · b1 белый конь · d1 белая ладья · g1 белый король | a8 чёрная ладья · d8 чёрный ферзь · f8 чёрная ладья · g8 чёрный король · a7 чёрная пешка · b7 чёрный слон · d7 чёрная пешка · f7 чёрная пешка · g7 чёрный слон · b6 чёрная пешка · c6 чёрный конь · e6 чёрная пешка · f6 чёрный конь · g5 белый ферзь · c4 белая пешка · b3 белая пешка · g3 белая пешка · a2 белая пешка · b2 белый слон · e2 белая пешка · f2 белая пешка · g2 белый слон · h2 белая пешка · a1 белая ладья · b1 белый конь · d1 белая ладья · g1 белый король | a8 чёрная ладья · d8 чёрный ферзь · f8 чёрная ладья · g8 чёрный король · a7 чёрная пешка · b7 чёрный слон · d7 чёрная пешка · f7 чёрная пешка · g7 чёрный слон · b6 чёрная пешка · c6 чёрный конь · e6 чёрная пешка · f6 чёрный конь · g5 белый ферзь · c4 белая пешка · b3 белая пешка · g3 белая пешка · a2 белая пешка · b2 белый слон · e2 белая пешка · f2 белая пешка · g2 белый слон · h2 белая пешка · a1 белая ладья · b1 белый конь · d1 белая ладья · g1 белый король | a8 чёрная ладья · d8 чёрный ферзь · f8 чёрная ладья · g8 чёрный король · a7 чёрная пешка · b7 чёрный слон · d7 чёрная пешка · f7 чёрная пешка · g7 чёрный слон · b6 чёрная пешка · c6 чёрный конь · e6 чёрная пешка · f6 чёрный конь · g5 белый ферзь · c4 белая пешка · b3 белая пешка · g3 белая пешка · a2 белая пешка · b2 белый слон · e2 белая пешка · f2 белая пешка · g2 белый слон · h2 белая пешка · a1 белая ладья · b1 белый конь · d1 белая ладья · g1 белый король | 2 |
| 1 | a8 чёрная ладья · d8 чёрный ферзь · f8 чёрная ладья · g8 чёрный король · a7 чёрная пешка · b7 чёрный слон · d7 чёрная пешка · f7 чёрная пешка · g7 чёрный слон · b6 чёрная пешка · c6 чёрный конь · e6 чёрная пешка · f6 чёрный конь · g5 белый ферзь · c4 белая пешка · b3 белая пешка · g3 белая пешка · a2 белая пешка · b2 белый слон · e2 белая пешка · f2 белая пешка · g2 белый слон · h2 белая пешка · a1 белая ладья · b1 белый конь · d1 белая ладья · g1 белый король | a8 чёрная ладья · d8 чёрный ферзь · f8 чёрная ладья · g8 чёрный король · a7 чёрная пешка · b7 чёрный слон · d7 чёрная пешка · f7 чёрная пешка · g7 чёрный слон · b6 чёрная пешка · c6 чёрный конь · e6 чёрная пешка · f6 чёрный конь · g5 белый ферзь · c4 белая пешка · b3 белая пешка · g3 белая пешка · a2 белая пешка · b2 белый слон · e2 белая пешка · f2 белая пешка · g2 белый слон · h2 белая пешка · a1 белая ладья · b1 белый конь · d1 белая ладья · g1 белый король | a8 чёрная ладья · d8 чёрный ферзь · f8 чёрная ладья · g8 чёрный король · a7 чёрная пешка · b7 чёрный слон · d7 чёрная пешка · f7 чёрная пешка · g7 чёрный слон · b6 чёрная пешка · c6 чёрный конь · e6 чёрная пешка · f6 чёрный конь · g5 белый ферзь · c4 белая пешка · b3 белая пешка · g3 белая пешка · a2 белая пешка · b2 белый слон · e2 белая пешка · f2 белая пешка · g2 белый слон · h2 белая пешка · a1 белая ладья · b1 белый конь · d1 белая ладья · g1 белый король | a8 чёрная ладья · d8 чёрный ферзь · f8 чёрная ладья · g8 чёрный король · a7 чёрная пешка · b7 чёрный слон · d7 чёрная пешка · f7 чёрная пешка · g7 чёрный слон · b6 чёрная пешка · c6 чёрный конь · e6 чёрная пешка · f6 чёрный конь · g5 белый ферзь · c4 белая пешка · b3 белая пешка · g3 белая пешка · a2 белая пешка · b2 белый слон · e2 белая пешка · f2 белая пешка · g2 белый слон · h2 белая пешка · a1 белая ладья · b1 белый конь · d1 белая ладья · g1 белый король | a8 чёрная ладья · d8 чёрный ферзь · f8 чёрная ладья · g8 чёрный король · a7 чёрная пешка · b7 чёрный слон · d7 чёрная пешка · f7 чёрная пешка · g7 чёрный слон · b6 чёрная пешка · c6 чёрный конь · e6 чёрная пешка · f6 чёрный конь · g5 белый ферзь · c4 белая пешка · b3 белая пешка · g3 белая пешка · a2 белая пешка · b2 белый слон · e2 белая пешка · f2 белая пешка · g2 белый слон · h2 белая пешка · a1 белая ладья · b1 белый конь · d1 белая ладья · g1 белый король | a8 чёрная ладья · d8 чёрный ферзь · f8 чёрная ладья · g8 чёрный король · a7 чёрная пешка · b7 чёрный слон · d7 чёрная пешка · f7 чёрная пешка · g7 чёрный слон · b6 чёрная пешка · c6 чёрный конь · e6 чёрная пешка · f6 чёрный конь · g5 белый ферзь · c4 белая пешка · b3 белая пешка · g3 белая пешка · a2 белая пешка · b2 белый слон · e2 белая пешка · f2 белая пешка · g2 белый слон · h2 белая пешка · a1 белая ладья · b1 белый конь · d1 белая ладья · g1 белый король | a8 чёрная ладья · d8 чёрный ферзь · f8 чёрная ладья · g8 чёрный король · a7 чёрная пешка · b7 чёрный слон · d7 чёрная пешка · f7 чёрная пешка · g7 чёрный слон · b6 чёрная пешка · c6 чёрный конь · e6 чёрная пешка · f6 чёрный конь · g5 белый ферзь · c4 белая пешка · b3 белая пешка · g3 белая пешка · a2 белая пешка · b2 белый слон · e2 белая пешка · f2 белая пешка · g2 белый слон · h2 белая пешка · a1 белая ладья · b1 белый конь · d1 белая ладья · g1 белый король | a8 чёрная ладья · d8 чёрный ферзь · f8 чёрная ладья · g8 чёрный король · a7 чёрная пешка · b7 чёрный слон · d7 чёрная пешка · f7 чёрная пешка · g7 чёрный слон · b6 чёрная пешка · c6 чёрный конь · e6 чёрная пешка · f6 чёрный конь · g5 белый ферзь · c4 белая пешка · b3 белая пешка · g3 белая пешка · a2 белая пешка · b2 белый слон · e2 белая пешка · f2 белая пешка · g2 белый слон · h2 белая пешка · a1 белая ладья · b1 белый конь · d1 белая ладья · g1 белый король | 1 |
|   | a | b | c | d | e | f | g | h |   |

В партии О. Романишин — Дж. Пласкетт (Лондон, 1977) ферзь чёрных, защищающий коня f6 и пешку d7, перегружен возложенными на него задачами, что позволило белым нанести решающий удар:
1. Л:d7!! Ф:d7
На 1… К:d7 последует 2. Ф:g7#
2. С:f6
С неизбежным матом.